# Ski de fond aux Jeux olympiques de 1936
Pour des articles plus généraux, voir Ski de fond aux Jeux olympiques et Jeux olympiques d'hiver de 1936.
Navigation
Lake Placid 1932 Saint-Moritz 1948
Les épreuves de ski de fond aux Jeux olympiques d'hiver de 1936 à Garmisch-Partenkirchen en Allemagne du 10 au 15 février 1936. Pour la première fois, le relais 4 × 10 kilomètres fait partie du programme olympique.

## Podiums
| Épreuves                             | Or                                                               | Argent                                                                | Bronze                                                              |
| ------------------------------------ | ---------------------------------------------------------------- | --------------------------------------------------------------------- | ------------------------------------------------------------------- |
| 18 km hommes résultats détaillés     | Erik August Larsson (SWE)                                        | Oddbjørn Hagen (NOR)                                                  | Pekka Niemi (FIN)                                                   |
| 50 km hommes résultats détaillés     | Elis Wiklund (SWE)                                               | Axel Wikström (SWE)                                                   | Nils-Joel Englund (SWE)                                             |
| 4 × 10 km hommes résultats détaillés | Finlande Sulo Nurmela Klaes Karppinen Matti Lähde Kalle Jalkanen | Norvège Oddbjørn Hagen Olaf Hoffsbakken Sverre Brodahl Bjarne Iversen | Suède John Berger Erik August Larsson Arthur Häggblad Martin Matsbo |

## Résultats

### 18 kilomètres
| Rang | Athlète                   | Temps           |
| ---- | ------------------------- | --------------- |
| 1    | Erik August Larsson (SWE) | 1 h 14 min 38 s |
| 2    | Oddbjørn Hagen (NOR)      | 1 h 15 min 33 s |
| 3    | Pekka Niemi (FIN)         | 1 h 16 min 59 s |
| 4    | Martin Matsbo (SWE)       | 1 h 17 min 02 s |
| 5    | Olaf Hoffsbakken (NOR)    | 1 h 17 min 37 s |
| 6    | Arne Rustadstuen (NOR)    | 1 h 18 min 13 s |
| 7    | Sulo Nurmela (FIN)        | 1 h 18 min 55 s |
| 8    | Arthur Häggblad (SWE)     | 1 h 18 min 55 s |

### 50 kilomètres
| Rang | Athlète                    | Temps           |
| ---- | -------------------------- | --------------- |
| 1    | Elis Wiklund (SWE)         | 3 h 30 min 11 s |
| 2    | Axel Wikström (SWE)        | 3 h 33 min 20 s |
| 3    | Nils-Joel Englund (SWE)    | 3 h 34 min 10 s |
| 4    | Hjalmar Bergström (SWE)    | 3 h 35 min 50 s |
| 5    | Klaes Karppinen (FIN)      | 3 h 39 min 33 s |
| 6    | Arne Tuft (en) (NOR)       | 3 h 41 min 18 s |
| 7    | Frans Heikkinen (en) (FIN) | 3 h 42 min 44 s |
| 8    | Pekka Niemi (FIN)          | 3 h 44 min 14 s |

### Relais 4 × 10 kilomètres
| Rang                       | Athlètes        | Temps |
| -------------------------- | --------------- | ----- |
| 1                          |                 |       |
| Finlande                   | 2 h 41 min 33 s |       |
| Sulo Nurmela               | 42 min 34 s     |       |
| Klaes Karppinen            | 39 min 56 s     |       |
| Matti Lähde                | 39 min 49 s     |       |
| Kalle Jalkanen             | 39 min 14 s     |       |
| 2                          |                 |       |
| Norvège                    | 2 h 41 min 39 s |       |
| Oddbjørn Hagen             | 41 min 32 s     |       |
| Olaf Hoffsbakken           | 39 min 33 s     |       |
| Sverre Brodahl             | 39 min 52 s     |       |
| Bjarne Iversen             | 40 min 42 s     |       |
| 3                          |                 |       |
| Suède                      | 2 h 43 min 03 s |       |
| John Berger                | 42 min 49 s     |       |
| Erik August Larsson        | 39 min 39 s     |       |
| Arthur Häggblad            | 40 min 34 s     |       |
| Martin Matsbo              | 40 min 01 s     |       |
| 4                          |                 |       |
| Italie                     | 2 h 50 min 05 s |       |
| Giulio Gerardi             | 43 min 59 s     |       |
| Severino Menardi           | 40 min 59 s     |       |
| Vincenzo Demetz            | 41 min 51 s     |       |
| Giovanni Kasebacher (en)   | 43 min 16 s     |       |
| 5                          |                 |       |
| Tchécoslovaquie            | 2 h 51 min 56 s |       |
| Cyril Musil                | 45 min 50 s     |       |
| Gustav Berauer             | 42 min 14 s     |       |
| Lukáš Mihalák (en)         | 41 min 27 s     |       |
| František Šimůnek          | 42 min 25 s     |       |
| 6                          |                 |       |
| Allemagne                  | 2 h 54 min 54 s |       |
| Friedl Däuber              | 49 min 22 s     |       |
| Willy Bogner               | 41 min 29 s     |       |
| Herbert Leupold            | 41 min 37 s     |       |
| Toni Zeller (en)           | 42 min 26 s     |       |
| 7                          |                 |       |
| Pologne                    | 2 h 58 min 50 s |       |
| Michał Górski (en)         | 46 min 37 s     |       |
| Marian Woyna-Orlewicz (en) | 42 min 55 s     |       |
| Stanisław Karpiel (en)     | 44 min 35 s     |       |
| Bronisław Czech            | 44 min 43 s     |       |
| 8                          |                 |       |
| Autriche                   | 3 h 02 min 48 s |       |
| Alfred Rössner (en)        | 49 min 19 s     |       |
| Harald Bosio               | 45 min 00 s     |       |
| Erich Gallwitz (en)        | 45 min 13 s     |       |
| Hans Baumann               | 43 min 16 s     |       |

## Tableau des médailles
| Rang | Nation   | Or | Argent | Bronze | Total |
| ---- | -------- | -- | ------ | ------ | ----- |
| 1er  | Suède    | 2  | 1      | 2      | 5     |
| 2e   | Finlande | 1  | 0      | 1      | 2     |
| 3e   | Norvège  | 0  | 2      | 0      | 2     |